# Кристиансен, Ян
Ян Кристиа́нсен (дат. Jan Kristiansen; род. 4 августа 1981, Эльгод, Рибе) — датский футболист, полузащитник. Выступал в сборной Дании.

## Клубная карьера
Начал свою профессиональную карьеру Кристиансен в клубе «Эсбьерг», в котором отыграл 7 лет, проведя в общей сложности 213 матчей и забив 21 гол. В зимний период трансферов 2006 подписал контракт с клубом «Нюрнберг», которому в 2007 году помог выиграть Кубок Германии, забив в овертайме ударом с 35 метров в ворота «Штутгарта». 16 июля 2008 года подписал контракт с «Брондбю».
5 августа 2016 года объявил о завершении карьеры футболиста и начале карьеры риелтора

## В сборной
За национальную сборную Ян провел 11 матчей, не забив ни одного мяча. Дебютировал он в составе национальной команды 12 февраля 2003 года в матче против национальной команды Египта.

## Статистика

### Матчи Кристиансена за сборную Дании
| Матчи Кристиансена за сборную Дании | Матчи Кристиансена за сборную Дании | Матчи Кристиансена за сборную Дании | Матчи Кристиансена за сборную Дании | Матчи Кристиансена за сборную Дании | Матчи Кристиансена за сборную Дании |
| ----------------------------------- | ----------------------------------- | ----------------------------------- | ----------------------------------- | ----------------------------------- | ----------------------------------- |
| №                                   | Дата                                | Соперник                            | Счёт                                | Голы Кристиансена                   | Соревнование                        |
| 1                                   | 12 февраля 2003                     | Египет                              | 4:1                                 | —                                   | Товарищеский матч                   |
| 2                                   | 9 октября 2004                      | Албания                             | 2:0                                 | —                                   | Чемпионат мира 2006 (отбор)         |
| 3                                   | 13 октября 2004                     | Турция                              | 1:1                                 | —                                   | Чемпионат мира 2006 (отбор)         |
| 4                                   | 27 мая 2006                         | Парагвай                            | 1:1                                 | —                                   | Товарищеский матч                   |
| 5                                   | 31 мая 2006                         | Франция                             | 0:2                                 | —                                   | Товарищеский матч                   |
| 6                                   | 16 августа 2006                     | Польша                              | 2:0                                 | —                                   | Товарищеский матч                   |
| 7                                   | 1 сентября 2006                     | Португалия                          | 4:2                                 | —                                   | Товарищеский матч                   |
| 8                                   | 6 сентября 2006                     | Исландия                            | 2:0                                 | —                                   | Чемпионат Европы 2008 (отбор)       |
| 9                                   | 15 ноября 2006                      | Чехия                               | 1:1                                 | —                                   | Товарищеский матч                   |
| 10                                  | 2 июня 2007                         | Швеция                              | 0:3                                 | —                                   | Чемпионат Европы 2008 (отбор)       |
| 11                                  | 22 августа 2007                     | Ирландия                            | 0:4                                 | —                                   | Товарищеский матч                   |

Итого: 11 матчей / 0 голов; 5 побед, 3 ничьи, 3 поражения.

## Достижения
Нюрнберг
- Кубок Германии: 2007